# Jeppe Mehl
Jeppe Mehl (Thisted, 21 september 1986) is een Deens voetballer (middenvelder) die sinds 2011 voor de Deense eersteklasser AC Horsens uitkomt. Daarvoor speelde hij voor Thisted FC en Esbjerg fB. 